# Paradrymonia flava
Paradrymonia flava är en tvåhjärtbladig växtart som beskrevs av Wiehler. Paradrymonia flava ingår i släktet Paradrymonia och familjen Gesneriaceae. Inga underarter finns listade i Catalogue of Life.